# 1,3,5-Trioksan
1,3,5-Trioksan – organiczny związek chemiczny, będący trimerem formaldehydu. Istnieje także jego izomer strukturalny – 1,2,4-trioksan – który występuje naturalnie w żywicy klonów, jednak sam w sobie nie ma żadnego praktycznego zastosowania.
1,3,5-Trioksan tworzy białe, igłowe kryształy, które topią się w temperaturze 61–62 °C. Trioksan wrze w 115 °C. Jest dobrze rozpuszczalny w wodzie, alkoholach i acetonie i eterach. Po rozpuszczeniu w wodzie częściowo rozkłada się do formaldehydu.
1,3,5-Trioksan powstaje spontanicznie w wyniku trimeryzacji formaldehydu, katalizowanej dowolnym kwasem:
Stężony roztwór wodny formaldehydu, gdy pozostawi się go na długo w niedomkniętej butelce, ulega zazwyczaj częściowej spontanicznej przemianie do 1,3,5-trioksanu.

## Zastosowanie
1,3,5-Trioksan jest stosowany jako wygodna forma transportowania formaldehydu, jako substrat w wielu syntezach organicznych o przemysłowym znaczeniu i jako dodatek do kosmetyków antybakteryjnych, insektycyd, środek pochłaniający przykre zapachy. Po sprasowaniu w tabletki jest stosowany jako wygodne paliwo turystyczne (tzw. suchy spirytus), podobnie jak urotropina. Jest także monomerem przy produkcji polioksymetylenu (POM) – polimeru o bardzo dobrych własnościach mechanicznych.